# Laferté-sur-Amance
 Laferté-sur-Amance  es una población y comuna francesa, en la región de Champaña-Ardenas, departamento de Alto Marne, en el distrito de Langres y cantón de Laferté-sur-Amance.

## Demografía
| 298 | 257 | 223 | 194 | 171 | 150 |
| Para los censos de 1962 a 1999 la población legal corresponde a la población sin duplicidades (Fuente: INSEE [Consultar]) |     |     |     |     |     |